# 梅塞德斯德奧連特
梅塞德斯德奧連特（西班牙語：Mercedes de Oriente），是洪都拉斯的城鎮，位於該國西南部，由拉巴斯省負責管轄，始建於1889年，面積37.5平方公里，海拔高度807米，2001年人口1,047，人口密度每平方公里27.92人。
13°55′N 87°47′W / 13.917°N 87.783°W